# IPCRI – Israel/Palestine Center for Research and Information
IPCRI – Izraelsko-Palestyńskie Centrum Badania i Informacji (hebrajski: איפקרי; arabski: ايبكري; angielski: Israel/Palestine Center for Research and Information) – wspólna izraelsko-palestyńska organizacja pozarządowa oraz think tank działająca na rzecz rozwiązania konfliktu pomiędzy Izraelem a Palestyną. Pod wspólnym kierownictwem izeaelsko-palestyńskim, IPCRI ułatwia również śledzenie negocjacji pomiędzy Izraelczykami a Palestyńczykami. Swoją siedzibę ma w Jerozolimie.

## Misja
Izraelsko-Palestyńskie Centrum Badania I Informacji jest wspólną instytucją Izraela i Palestyny zaangażowaną w stworzenie stabilnego i trwałego rozwiązania konfliktu izraelsko-palestyńskiego w myśl „dwa kraje dla dwojga ludzi”.

## Historia
W 1988, kilka miesięcy po pierwszej intifadzie, Gershon Baskin opublikował ogłoszenie w trzech palestyńskich gazetach w którym zapraszał Palestyńczyków chcących rozwiązać problem pomiędzy dwoma krajami do kontaktu z nim. Otrzymał 23 zgłoszenia Palestyńczyków i stworzył podwaliny dla IPCRI jako organizacji thin thank szukającej rozwiązania opierającego się na suwerenności i bezpieczeństwa zarówno Palestyńczyków i Izraelczyków. W strukturze nowej organizacji było dwóch dyrektorów, jeden Izraelczyk, jeden Palestyńczyk, mających takie same uprawnienia. Raczkująca organizacja pracowała ponad rok do pomocy i partnerstwa ze strony polityków Izraela i Palestyny gwarantujących przetrwanie i efektywność działań. Palestyński współredaktor, Zakaira al. Qaq został wybrany zgodnie z deklarowaną polityką IPCRI dzielenia zarządzania pomiędzy Izraelczykami i Palestyńczykami.
Po tej fazie, IPCRI zaczęło pracować poprzez ustanawianiem grup roboczych ds. biznesu i ekonomii, wody oraz kwestii Jerozolimy. Wśród uczestników znaleźli się urzędniczy z obu krajów, ekonomiści, naukowcy, przedstawiciele NGO i dziennikarze. Raporty z tych spotkań odegrały ważną rolę w izraelsko-palestyńskach obradach i negocjacjach.
W odpowiedzi na korzystną atmosferę wytworzoną przez podpisanie porozumienia z Oslo, IPCRI rozszerzyło swoją aktywność o edukacje, proponowanie utworzenia ram prawnych dotyczących inwestycji i innych problemów gospodarczych oraz zagrożeń środowiskowych.
W czasie drugiej intifady w 2000 roku IPCRI trudniej ale wciąż wykonywało swoją aktywność we wszystkich obszarach swojej działalności.
IPCRI rozwinął szeroko zakrojone kontakty w społeczeństwie izraelskim i palestyńskim i nadal przyciąga finansowanie ze strony międzynarodowej.
Założyciel IPCRI Gershon Baskin był współdyrektorm od czasu założenia w 1988 do końca 2011. Współdyrektorami ze strony palestyńskiej byli Zakaria al Qaq, Khaled Duzdar, and Hanna Siniora. Obecnie IPCRI jest zarządzane przez Izraelczyka i Palestyńczyka Dan Goldenblatt i Palestinian Riman Barakat z biura w Jerozolimie.

## Obszary działalności

### Środowisko
Departament Środowiska i Wody IPCRI powstał w 1994 r. Jego celem jest promowanie skutecznej współpracy pomiędzy Izraelczykami i Palestyńczykami w zakresie ochrony środowiska w regionie. Z biegiem lat działalność zaczęła dotyczyć min. Konfliktów o wodę i wspieranie małych projektów sanitarnych, wprowadzanie energii słonecznej w regionie, badanie przetwarzanie odpadów niebezpiecznych, badanie zanieczyszczenia powietrza i długoterminowych zmian klimatu. Wcześniejsze inicjatywy obejmowały szkolenia Izraelczyków i Palestyńczyków w specjalistycznej dziedzinie mediacji środowiska. Program był w większości finansowany przez podmioty międzynarodowe. Darczyńcami byli m.in. Amerykańska Agencja ds. Rozwoju Międzynarodowego i Unia Europejska. Przez lata kilka w programie wzięło udział kilka tysięcy Izraelczyków i Palestyńczyków.

### Glowa
IPCRI jest aktywnym partnerem w “Glowa Jordan River Project”. Jest to projekt badający przyszłość wody dorzecza rzeki Jordan finansowany przez niemieckie Ministerstwo Edukacji i Badań Naukowych. Realizacja projektu rozpoczęła się w 1995 r. i uczestniczyły w nim zespoły badawcze z Izraela, Jordanii, Autonomii Palestyńskiej i Niemiec. IPCRI dołączyło w 2006 roku. Jej zadaniem było promowanie współpracy między partnerami i pomaganie w przygotowywaniu alternatywnych scenariuszy na skutki zmian klimatycznych w różnych warunkach politycznych i gospodarczych.

### Konferencje wodne
W 2004 IPRCI zorganizowało konferencje na temat problemów z wodą na Bliskim Wschodzie, udział w niej wzięło ponad 200 Palestyńczyków, Izraelczyków, Jordańczyków, Turków i różnych ekspertów i oficjeli. Odbyła się ona w Antalyi, w Turcji. Jej wyniki stały się podstawą dla osób pracujących w kwestii wody w regionie.
IPCRI podjął zapewnianie urządzeń sanitarnych dla palestyńskich wsi na Zachodnim Brzegu, przy wsparciu rządu japońskiego w 2009 roku.

## Działalność think thank i negocjacje

### Myślenie strategiczne i analityka zespołu (STAT)
Każdego miesiąca zespoły palestyńskich i izraelskich środowisk akademickich, liderów politycznych i ekonomicznych spotykają się i dyskutują na temat trwałego rozwiązania problemu Izraelsko-Palestyńskiego. Następnie IPCRI publikuje dokumenty z wynikami obrad.
Ostatnio eksperci zaangażowali się w tematach takich jak normalizacja, status quo w procesie pokojowym i przestrzeganie praw w Izraelu i Palestynie.
Spotkania są wspierane przez niemiecką fundację Konrada Adenauera.

### Uwolnienie Galida Szalita
25 czerwca 2006 roku Gilad Szalit, izraelski żołnierz został porwany przez Hamas. Gershon Baskin spotkał się z profesorem Islamskiego Uniwersytetu Gazy na konferencji w Kairze. Dzięki nim udało się nawiązać kontakt z działaczami Hamasu a następnie z Ghazi Hamadem. Baskin zaproponował pomóc wynegocjować ofertę o uwolnienie Gilada Szalita, ale została ona odrzucona. Gdy David Meiden został nowym przedstawicielem w negocjacjach do uwolnienia Galida Szalita w rządzie Netanjahu w kwietniu 2011 roku, Baskin ponowił ofertę. Meidan zgodził się. Baskin ustalił linie komunikacyjną które można było negocjować z Ahmedem Jabari, przywódcą operacyjno-militarnego skrzydła Hamasu będącego wysoko na liście terrorystów poszukiwanych przez Izrael.

## Budowanie Pokoju

### Program edukacji pokoju
Od 1994 do 2005, IPRCI ustanowił program “Peace Education” uczy się go 10-klasistów w szkołach izraelskich, palestyńskich i jordańskich. Oryginalny program Euducation Peace był realizowany w 32 szkołach z udziałem 3000 uczniów i 280 nauczycieli, z czasem liczba szkół wzrosła do 70. Program został opracowany wspólnie przez Izraelczyków i Palestyńczyków. Koordynatorzy projektu współpracowali z izraelskim Ministerstwem Edukacji próbując rozwinąć program. W 2005 roku IPCRI było zmuszone zamknąć program ze względu na ograniczenia budżetowe, mimo że program odniósł wielki sukces.

### Kobiety Izraela i Palestyny dla zmian
Projekt ten działał od maja do grudnia 2011 r, jego celem było zaangażowanie i umożliwienie izraelskie i palestyńskie kobiety w dialog pomiędzy sobą. Uczestniczyły w nim mieszane grupy z całego Izraela i Zachodniego brzegu. Na początku projekt miał na celu zwiększenie pewności siebie u kobiet oraz zdolności organizacyjnych. Następnie szukając wspólnych płaszczyzn pomiędzy sobą dyskutowali na temat ciąży i macierzyństwa. Drugim etapem projektu było skierowanie konfliktu izraelsko-palestyńskiego bardziej bezpośrednio, wymagając od kobiet tworzenia własnych projektów na rzecz budowania i współpracy.
Projekty te obejmowały hebrajsko-arabski warsztat językowy, zaangażowanie młodzieży, festiwal kulturalne i wiele innych.

### Wizyty Izraelsko Palestyńskie
IPCRI prowadzi wycieczki dla Izraelczyków i Palestyńczyków w różnych miastach na terenie Izraela i Palestyny. Ułatwia również uzyskanie pozwolenia na podróż dla uczestników, jeżeli uzyskanie go jest w znacznym stopniu ograniczone. Wycieczki koncentrują się na miastach Jerycho i Betlejem w celu przełamania barier fizycznych i psychicznych, usunięcia podejrzeń i strachu przed drugim, i budowanie zaufania i poparcia dla procesu pokojowego i politycznego.

## Partnerstwo dla zmian
IPCRI organizuje 300 żydowskich i arabskich nastolatków z Lod, Ramli i Tel Awiwu. Pracują oni razem, aby poprawić swoje miasta poprzez proces refleksji nad ich odrębnymi tożsamościami i sytuacji jaka panuje w ich miejscach zamieszkania.
Uczą się zrozumieć doświadczenia i przeżycia drugiej strony, a następnie rozwijać praktyczne projekty wspólnotowe.
Projekt ma na celu wzmocnienia poczucia „wspólnego obywatelstwa, sprawiedliwości i równości”. Jest on wspierany przez Amerykańską Agencję ds. Rozwoju Międzynarodowego.